# 赫伯特·霍尔·特纳
赫伯特·霍尔·特纳（英語：Herbert Hall Turner，1861年8月13日—1930年8月20日）是一位英国天文学家和地震学家，格林尼治皇家天文台首席助理，1897年当选皇家学会会士。